# Hylaeus haygoodi
Hylaeus haygoodi är en biart som beskrevs av John Colburn Bridwell 1919. Hylaeus haygoodi ingår i släktet citronbin, och familjen korttungebin. Inga underarter finns listade i Catalogue of Life.